# Jean Tigana
Pour les articles homonymes, voir Tigana.
Jean Tigana, né le 23 juin 1955 à Bamako au Soudan français (actuel Mali), est un footballeur international français évoluant au poste de milieu défensif, devenu entraîneur.
Milieu de terrain fin et technique, il est formé à l'ASPTT Marseille puis signe son premier contrat professionnel en 1975 au SC Toulon. En 1978, il est repéré par Aimé Jacquet qui le fait venir à l'Olympique lyonnais. Recruté par les Girondins de Bordeaux en 1981, il remporte avec le club bordelais, le Championnat de France en 1984, 1985 et 1987, la Coupe de France en 1986 et 1987 et le Trophée des Champions en 1986. En 1989, rejoint l'Olympique de Marseille avec lequel il remporte le Championnat de France en 1990 et 1991 puis atteint la finale de la Coupe d'Europe des Clubs Champions en 1991.
Sélectionné à 52 reprises en l'équipe de France, Jean Tigana qui fait partie du Carré magique, milieu de terrain à quatre techniciens, instauré par le sélectionneur Michel Hidalgo, composé de Michel Platini, Alain Giresse et Luis Fernandez, soulève son premier trophée international à l'issue du Championnat d'Europe de football 1984 disputé en France et remporté en finale face à l'Espagne sur le score de deux buts à zéro, et est deux fois demi-finaliste de la Coupe du monde, en 1982 en Espagne et en 1986 au Mexique.

## Biographie
Amadou Jean Tigana est né à Bamako en 1955 au Soudan français (actuel Mali). Son père, Boubou Tigana, est né le 10 mars 1916 à Kayes dans la colonie du Haut-Sénégal et Niger et est mort le 21 juillet 2001 à Marseille. Sa mère, Mauricette Brun, est née le 9 novembre 1923 à Marseille et est morte le 19 janvier 2012 dans la même ville. Jean Tigana arrive en France à Marseille, à l'âge de trois ans, avec ses parents.

## Carrière de joueur

### Jeunes années (1965-1975)
Il découvre le football à l'ASPTT Marseille, puis au SO Caillols (quartier de Marseille), où passera plus tard Éric Cantona. Il exerce également la profession de facteur, avant d'être footballeur professionnel.

### SC Toulon (1975-1978)
Jean Tigana fait ses premiers pas en championnat de France au Sporting Toulon en 1975 tout d'abord repéré par le directeur sportif de l'époque Yvan Couderc.

### Olympique lyonnais (1978-1981)
En 1978, il est repéré par l'entraîneur de l'Olympique lyonnais, Aimé Jacquet qui le fait venir et il disputera dans la foulée son premier match professionnel le 19 juillet 1978 à Strasbourg (défaite 1 à 0).

### Girondins de Bordeaux (1981-1989)
Il restera trois années à Lyon avant de rejoindre les Girondins de Bordeaux pour 2,1 millions de francs et de retrouver de nouveau son mentor de Lyon, Aimé Jacquet, en 1981. C'est avec Bordeaux qu'il remportera ses premiers trophées. Parallèlement à Bordeaux, il permet au club de remporter trois championnats de France (1984, 1985 et 1987), deux Coupes de France (1986 et 1987) et d'atteindre une demi-finale de Coupe d'Europe des clubs champions en 1985, opposé à la Juventus de son ami Michel Platini ainsi que celle de Coupe des Coupes en 1987 perdue face l'équipe est-allemande du Lokomotive Leipzig.

### Olympique de Marseille (1989-1991)
Enfin en 1989, il quitte Bordeaux pour l'Olympique de Marseille de Bernard Tapie et de nouveaux challenges, il remporte deux nouveaux titres de championnats de France (1990 et 1991) avant de mettre un terme à sa carrière de footballeur sur une finale perdue de Coupe d'Europe des clubs champions en 1991 face à l'Étoile Rouge de Belgrade. Son dernier match professionnel a lieu le 2 juin 1991 lors de la victoire de son équipe 4 à 1 contre le club de Rodez.
En 2022, le magazine So Foot le classe dans le top 1000 des meilleurs joueurs du championnat de France, à la 27e place.

## Carrière internationale
Il fait ses débuts internationaux en équipe de France, le 23 mai 1980 contre l'U.R.S.S. (défaite 1-0), puis, lors de la Coupe du monde 1982, il devient alors titulaire avec la sélection, la France atteindra les demi-finales (éliminée aux tirs au but par l'Allemagne).
En 1984, il contribue grandement à la victoire de l'Euro 1984 qui se déroule en France. Travailleur infatigable, il entre dans la légende du football français au cours d'une demi-finale face au Portugal quand, après une longue chevauchée solitaire, il offre le but de la victoire à Michel Platini dans les derniers instants de la prolongation. Cette même année, il obtient la seconde place au ballon d'or. Il compose alors le fameux Carré magique avec Michel Platini, Alain Giresse (avec qui il est partenaire en club) et Luis Fernandez.
Pour la Coupe du monde 1986 au Mexique, Jean Tigana avec l'équipe de France termine à la troisième place de la compétition.
Il décide en 1987 de prendre sa retraite internationale, mais un an plus tard le sélectionneur (Michel Platini) le convainc d'honorer une ultime sélection face à la Yougoslavie le 19 novembre 1988 (défaite 3-2).

## Carrière d'entraîneur
À l'âge de 35 ans, Tigana met fin à sa carrière de joueur, mais ne quitte pas pour autant le milieu du football, puisqu'il commence une carrière d'entraîneur.
Dès 1993, il s'engage à l'Olympique lyonnais pour deux saisons. Après une place de vice-champion de France en 1995 derrière le FC Nantes, l'AS Monaco fait appel à lui. Bonne inspiration de ce club qui devient champion de France en 1997 et atteint les demi-finales de la Coupe UEFA en 1997 face à l'Inter Milan et de la Ligue des champions en 1998 face à la Juventus, Jean Tigana s'appuie sur des joueurs expérimentés comme Fabien Barthez, Emmanuel Petit, Enzo Scifo ou encore Sonny Anderson, et n'hésite pas à lancer de jeunes joueurs comme Philippe Christanval, Willy Sagnol, Thierry Henry ou David Trezeguet. Utilisant principalement le 4-4-2 losange, Jean Tigana insiste sur un important travail technique lors de ses entrainement et met en place un système de jeu offensif unanimement reconnu. Il reste quatre années sur le rocher monégasque avant de démissionner de ses fonctions en janvier 1999. Un an plus tard, il traverse la Manche pour rejoindre le club londonien de Fulham FC qui végète en deuxième division. Après avoir réussi à le faire monter en Premier League et à s'y maintenir en partie grâce à un budget financé par le milliardaire Mohamed Al-Fayed, il quitte le club en avril 2003.
Après un an et demi loin des terrains, il s'engage au Beşiktaş JK en octobre 2005, l'un des trois grands clubs d'Istanbul. Le 14 mai 2007, en conflit avec ses dirigeants, il abandonne son poste d'entraîneur de Beşiktaş et décide de se retirer provisoirement du monde du football. Au printemps 2008, il fut pressenti, autant que Didier Deschamps, par certains spécialistes, comme éventuel remplaçant de Domenech à la tête de l'équipe de France après l'Euro 2008.
Le 25 mai 2010 le président des Girondins de Bordeaux, Jean-Louis Triaud, officialise le recrutement de Jean Tigana comme nouvel entraineur en remplacement de Laurent Blanc. Tigana, alors à la tête des Girondins, ne sait pas qu'il fera une saison cauchemardesque. En effet, lors des matchs amicaux, son effectif fait un sans faute, en battant de grandes équipes telles que le FC Porto ou même l'AS Roma. Après cela, les Girondins sont prêts pour une bonne saison mais perdent finalement leurs deux premiers matchs avant de battre le Paris Saint-Germain (1-2) lors de la troisième journée. Après de multiples échecs, son poste est remis en question par les supporters. L'élimination des Girondins en huitièmes de finale lors de la Coupe de la Ligue aggrave son cas (défaite 1-0 contre l'AS Saint-Étienne). Au fil de la saison désastreuse, les Girondins lâchent tout en perdant 5-1 contre une équipe de Lorient très motivée ; les Girondins n'avaient pas encaissé autant de buts depuis la rencontre contre les Caennais (5-0) lors de la saison 2007/2008. L'effectif de Tigana perd une semaine plus tard en seizièmes de finale de la Coupe de France de football contre Angers (1-0).
Il démissionne le 7 mai 2011 à la suite de la défaite 4 à 0 de Bordeaux face à Sochaux au stade Chaban-Delmas et à une agression verbale sur sa fille, et est remplacé jusqu'à la fin de la saison par Éric Bedouet. Avec 31 % de victoires, il est l'entraîneur ayant fait le moins gagner les Girondins de Bordeaux depuis 37 ans. Le 10 juillet 2011, il revient sur les raisons de sa démission et révèle un climat délétère au sein du staff, et une fronde menée par certains joueurs contre lui après le départ de Michel Pavon. Il désigne Mathieu Chalmé, Marc Planus et Alou Diarra comme les principaux responsables.
Le 15 décembre 2011, le site du club chinois de Shanghai Shenhua et la presse annoncent le recrutement officiel de Nicolas Anelka en attaque, arrivé de Chelsea, et de Jean Tigana en tant qu'entraîneur. Le 26 avril 2012, le club chinois annonce son licenciement.
Le 22 février 2021, il est nommé manager général du SC Toulon.
Il quitte son poste le 2 juin 2022.

## Palmarès joueur

### En club

#### Girondins de Bordeaux
- Champion de France en 1984, 1985, 1987
- Vainqueur de la Coupe de France en 1986 et 1987
- Vainqueur du Trophée des Champions en 1986
- Finaliste du Trophée des Champions en 1985

#### Olympique de Marseille
- Champion de France en 1990 et 1991
- Finaliste de la Coupe d'Europe des Clubs Champions en 1991
- Finaliste de la Coupe de France en 1991

### En équipe de France
- Champion d'Europe des Nations en 1984
- Participation à la Coupe du Monde en 1982 (4e) et en 1986 (3e)

### Distinctions individuelles
- Élu 2e au Ballon d'Or en 1984
- Élu joueur français de l'année en 1984 par France Football
- Élu révélation française de l'année en 1980 par France Football
- Élu Onze d'Argent en 1984 par Onze
- Élu Onze de Bronze en 1987 par Onze
- Nommé dans l'équipe-type du Championnat d'Europe des Nations en 1984
- Élu 25e du Top 100 des meilleurs joueurs de l'histoire de l'Euro selon le journal L'Équipe en 2016[14]

## Palmarès entraîneur

### En club
- Champion de France en 1997 avec l'AS Monaco
- Vainqueur de la Coupe de Turquie en 2006 et 2007 avec le Besiktas Istanbul
- Champion d'Angleterre de First Division en 2001 avec Fulham FC
- Vainqueur du Trophée des Champions en 1997 avec l'AS Monaco
- Vainqueur de la Supercoupe de Turquie en 2006 avec le Besiktas Istanbul
- Vainqueur de la Coupe Intertoto en 2002 avec Fulham FC

### Distinctions individuelles
- Élu entraîneur français de l'année par France Football en 1997 avec l'AS Monaco
- Élu meilleur entraîneur de l'année aux Oscars UNFP en 1997 avec l'AS Monaco

### Distinctions civiles
- Chevalier de la Légion d'honneur (décret du 31 décembre 2021)[1]

## Statistiques détaillées
| Saison                | Club                   | Championnat           | Championnat | Championnat | Coupe(s) nationale(s) | Coupe(s) nationale(s) | Supercoupe | Supercoupe | Compétition(s) continentale(s) | Compétition(s) continentale(s) | Compétition(s) continentale(s) | France | France | Total | Total |
| Saison                | Club                   | Division              | M.          | B.          | M.                    | B.                    | M.         | B.         | Comp.                          | M.                             | B.                             | M.     | B.     | M.    | B.    |
| 1975-1976             | SC Toulon              | Division 2            | 24          | 1           | 2                     | 0                     | -          | -          | -                              | -                              | -                              | -      | -      | 26    | 1     |
| 1976-1977             | SC Toulon              | Division 2            | 27          | 3           | 2                     | 0                     | -          | -          | -                              | -                              | -                              | -      | -      | 29    | 3     |
| 1977-1978             | SC Toulon              | Division 2            | 26          | 6           | 2                     | 0                     | -          | -          | -                              | -                              | -                              | -      | -      | 28    | 6     |
| Sous-total            | Sous-total             | Sous-total            | 77          | 10          | 6                     | 0                     | -          | -          | -                              | -                              | -                              | -      | -      | 83    | 10    |
| 1978-1979             | Olympique lyonnais     | Division 1            | 36          | 3           | 3                     | 1                     | -          | -          | -                              | -                              | -                              | -      | -      | 39    | 4     |
| 1979-1980             | Olympique lyonnais     | Division 1            | 33+2        | 5+0         | 1                     | 0                     | -          | -          | -                              | -                              | -                              | 1      | 0      | 37    | 5     |
| 1980-1981             | Olympique lyonnais     | Division 1            | 35          | 7           | 1                     | 1                     | -          | -          | -                              | -                              | -                              | 6      | 0      | 42    | 8     |
| Sous-total            | Sous-total             | Sous-total            | 106         | 15          | 5                     | 2                     | -          | -          | -                              | -                              | -                              | 7      | 0      | 118   | 17    |
| 1981-1982             | Girondins de Bordeaux  | Division 1            | 27          | 1           | 7                     | 1                     | -          | -          | C3                             | 1                              | 0                              | 11     | 0      | 46    | 2     |
| 1982-1983             | Girondins de Bordeaux  | Division 1            | 32          | 2           | 4                     | 0                     | -          | -          | C3                             | 5                              | 0                              | 6      | 0      | 47    | 2     |
| 1983-1984             | Girondins de Bordeaux  | Division 1            | 32          | 1           | 5                     | 0                     | -          | -          | C3                             | 1                              | 0                              | 9      | 0      | 47    | 1     |
| 1984-1985             | Girondins de Bordeaux  | Division 1            | 28          | 3           | 3                     | 0                     | -          | -          | C1                             | 6                              | 0                              | 4      | 0      | 41    | 3     |
| 1985-1986             | Girondins de Bordeaux  | Division 1            | 32          | 2           | 10                    | 2                     | 1          | 0          | C1                             | 2                              | 0                              | 10     | 1      | 55    | 5     |
| 1986-1987             | Girondins de Bordeaux  | Division 1            | 37          | 0           | 10                    | 0                     | 1          | 0          | C2                             | 8                              | 0                              | 4      | 0      | 60    | 0     |
| 1987-1988             | Girondins de Bordeaux  | Division 1            | 30          | 1           | -                     | -                     | -          | -          | C1                             | 5                              | 0                              | -      | -      | 35    | 1     |
| 1988-1989             | Girondins de Bordeaux  | Division 1            | 33          | 1           | -                     | -                     | -          | -          | C3                             | 6                              | 0                              | 1      | 0      | 40    | 1     |
| Sous-total            | Sous-total             | Sous-total            | 251         | 11          | 39                    | 3                     | 2          | 0          | -                              | 34                             | 0                              | 45     | 1      | 371   | 15    |
| 1989-1990             | Olympique de Marseille | Division 1            | 37          | 0           | 4                     | 0                     | -          | -          | C1                             | 8                              | 0                              | -      | -      | 49    | 0     |
| 1990-1991             | Olympique de Marseille | Division 1            | 19          | 0           | 3                     | 0                     | -          | -          | C1                             | 5                              | 1                              | -      | -      | 27    | 1     |
| Sous-total            | Sous-total             | Sous-total            | 56          | 0           | 7                     | 0                     | -          | -          | -                              | 13                             | 1                              | -      | -      | 76    | 1     |
| Total sur la carrière | Total sur la carrière  | Total sur la carrière | 490         | 36          | 57                    | 5                     | 2          | 0          | -                              | 47                             | 1                              | 52     | 1      | 648   | 43    |

### Statistiques par compétition
- 411 matches et 26 buts en Division 1
- 77 matches et 10 buts en Division 2
- 57 matches et 5 buts en Coupe de France
- 26 matches et 1 but en Coupe d'Europe des Clubs Champions
- 8 matches en Coupe d'Europe des Vainqueurs de Coupe
- 13 matches en Coupe de l'UEFA
- 52 sélections et 1 but en Équipe de France (29 victoires – 9 nuls – 14 défaites)

### Historique des sélections
| Sélections de Jean Tigana | Sélections de Jean Tigana | Sélections de Jean Tigana | Sélections de Jean Tigana | Sélections de Jean Tigana | Sélections de Jean Tigana | Sélections de Jean Tigana |
| Sélection                 | Date                      | Lieu                      | Compétition               | Adversaire                | Score                     | Buts                      |
| ------------------------- | ------------------------- | ------------------------- | ------------------------- | ------------------------- | ------------------------- | ------------------------- |
| 1                         | 23/05/1980                | Moscou                    | Amical                    | U.R.S.S.                  | 0-1                       |                           |
| 2                         | 11/10/1980                | Limassol                  | ECdM                      | Chypre                    | 7-0                       |                           |
| 3                         | 28/10/1980                | Paris                     | ECdM                      | Eire                      | 2-0                       |                           |
| 4                         | 19/11/1980                | Hanovre                   | Amical                    | R.F.A.                    | 1-4                       |                           |
| 5                         | 18/02/1981                | Madrid                    | Amical                    | Espagne                   | 0-1                       |                           |
| 6                         | 29/04/1981                | Paris                     | ECdM                      | Belgique                  | 3-2                       |                           |
| 7                         | 15/05/1981                | Paris                     | Amical                    | Brésil                    | 1-3                       |                           |
| 8                         | 18/11/1981                | Paris                     | ECdM                      | Pays-Bas                  | 2-0                       |                           |
| 9                         | 05/12/1981                | Paris                     | ECdM                      | Chypre                    | 4-0                       |                           |
| 10                        | 23/02/1982                | Paris                     | Amical                    | Italie                    | 2-0                       |                           |
| 11                        | 28/04/1982                | Paris                     | Amical                    | Pérou                     | 0-1                       |                           |
| 12                        | 15/05/1982                | Lyon                      | Amical                    | Bulgarie                  | 0-0                       |                           |
| 13                        | 02/06/1982                | Toulouse                  | Amical                    | Pays de Galles            | 0-1                       |                           |
| 14                        | 16/06/1982                | Bilbao                    | CdM                       | Angleterre                | 1-3                       |                           |
| 15                        | 28/06/1982                | Madrid                    | CdM                       | Autriche                  | 1-0                       |                           |
| 16                        | 04/07/1982                | Madrid                    | CdM                       | Irlande du Nord           | 4-1                       |                           |
| 17                        | 08/07/1982                | Séville                   | CdM                       | R.F.A.                    | 3-3 (4tab5)               |                           |
| 18                        | 10/07/1982                | Alicante                  | CdM                       | Pologne                   | 2-3                       |                           |
| 19                        | 31/08/1982                | Paris                     | Amical                    | Pologne                   | 0-4                       |                           |
| 20                        | 06/10/1982                | Paris                     | Amical                    | Hongrie                   | 1-0                       |                           |
| 21                        | 10/11/1982                | Rotterdam                 | Amical                    | Pays-Bas                  | 2-1                       |                           |
| 22                        | 16/02/1983                | Guimaraes                 | Amical                    | Portugal                  | 3-0                       |                           |
| 23                        | 23/03/1983                | Paris                     | Amical                    | U.R.S.S.                  | 1-1                       |                           |
| 24                        | 23/04/1983                | Paris                     | Amical                    | Yougoslavie               | 4-0                       |                           |
| 25                        | 12/11/1983                | Zagreb                    | Amical                    | Yougoslavie               | 0-0                       |                           |
| 26                        | 29/02/1984                | Paris                     | Amical                    | Angleterre                | 2-0                       |                           |
| 27                        | 28/03/1984                | Bordeaux                  | Amical                    | Autriche                  | 1-0                       |                           |
| 28                        | 01/06/1984                | Marseille                 | Amical                    | Écosse                    | 2-0                       |                           |
| 29                        | 12/06/1984                | Paris                     | CEN                       | Danemark                  | 1-0                       |                           |
| 30                        | 16/06/1984                | Nantes                    | CEN                       | Belgique                  | 5-0                       |                           |
| 31                        | 19/06/1984                | Saint-Étienne             | CEN                       | Yougoslavie               | 3-2                       |                           |
| 32                        | 23/06/1984                | Marseille                 | CEN                       | Portugal                  | 3-2                       |                           |
| 33                        | 27/06/1984                | Paris                     | CEN                       | Espagne                   | 2-0                       |                           |
| 34                        | 21/11/1984                | Paris                     | ECdM                      | Bulgarie                  | 1-0                       |                           |
| 35                        | 08/12/1984                | Paris                     | ECdM                      | R.D.A.                    | 2-0                       |                           |
| 36                        | 03/04/1985                | Sarajevo                  | ECdM                      | Yougoslavie               | 0-0                       |                           |
| 37                        | 02/05/1985                | Sofia                     | ECdM                      | Bulgarie                  | 0-2                       |                           |
| 38                        | 30/10/1985                | Paris                     | ECdM                      | Luxembourg                | 6-0                       |                           |
| 39                        | 16/11/1985                | Paris                     | ECdM                      | Yougoslavie               | 2-0                       |                           |
| 40                        | 26/03/1986                | Paris                     | Amical                    | Argentine                 | 2-0                       |                           |
| 41                        | 01/06/1986                | Léon                      | CdM                       | Canada                    | 1-0                       |                           |
| 42                        | 05/06/1986                | Léon                      | CdM                       | U.R.S.S.                  | 1-1                       |                           |
| 43                        | 09/06/1986                | Léon                      | CdM                       | Hongrie                   | 3-0                       | 1                         |
| 44                        | 17/06/1986                | Mexico                    | CdM                       | Italie                    | 2-0                       |                           |
| 45                        | 21/06/1986                | Guadalajara               | CdM                       | Brésil                    | 1-1 (4tab3)               |                           |
| 46                        | 25/06/1986                | Guadalajara               | CdM                       | R.F.A.                    | 0-2                       |                           |
| 47                        | 28/06/1986                | Puebla                    | CdM                       | Belgique                  | 4-2                       |                           |
| 48                        | 10/09/1986                | Reykjavik                 | ECEN                      | Islande                   | 0-0                       |                           |
| 49                        | 11/10/1986                | Paris                     | ECEN                      | U.R.S.S.                  | 0-2                       |                           |
| 50                        | 19/11/1986                | Leipzig                   | ECEN                      | R.D.A.                    | 0-0                       |                           |
| 51                        | 16/06/1987                | Oslo                      | ECEN                      | Norvège                   | 0-2                       |                           |
| 52                        | 19/11/1988                | Belgrade                  | ECdM                      | Yougoslavie               | 2-3                       |                           |

## Agent de joueurs
En 1998, il devient agent de joueurs FIFA, il travaille avec son collaborateur Richard Bettoni. Mis en cause dans plusieurs dossiers par la justice française, Tigana quitte la fonction d'agent et sa licence lui est définitivement retirée par la FFF et la FIFA en 2006.